# University Wits

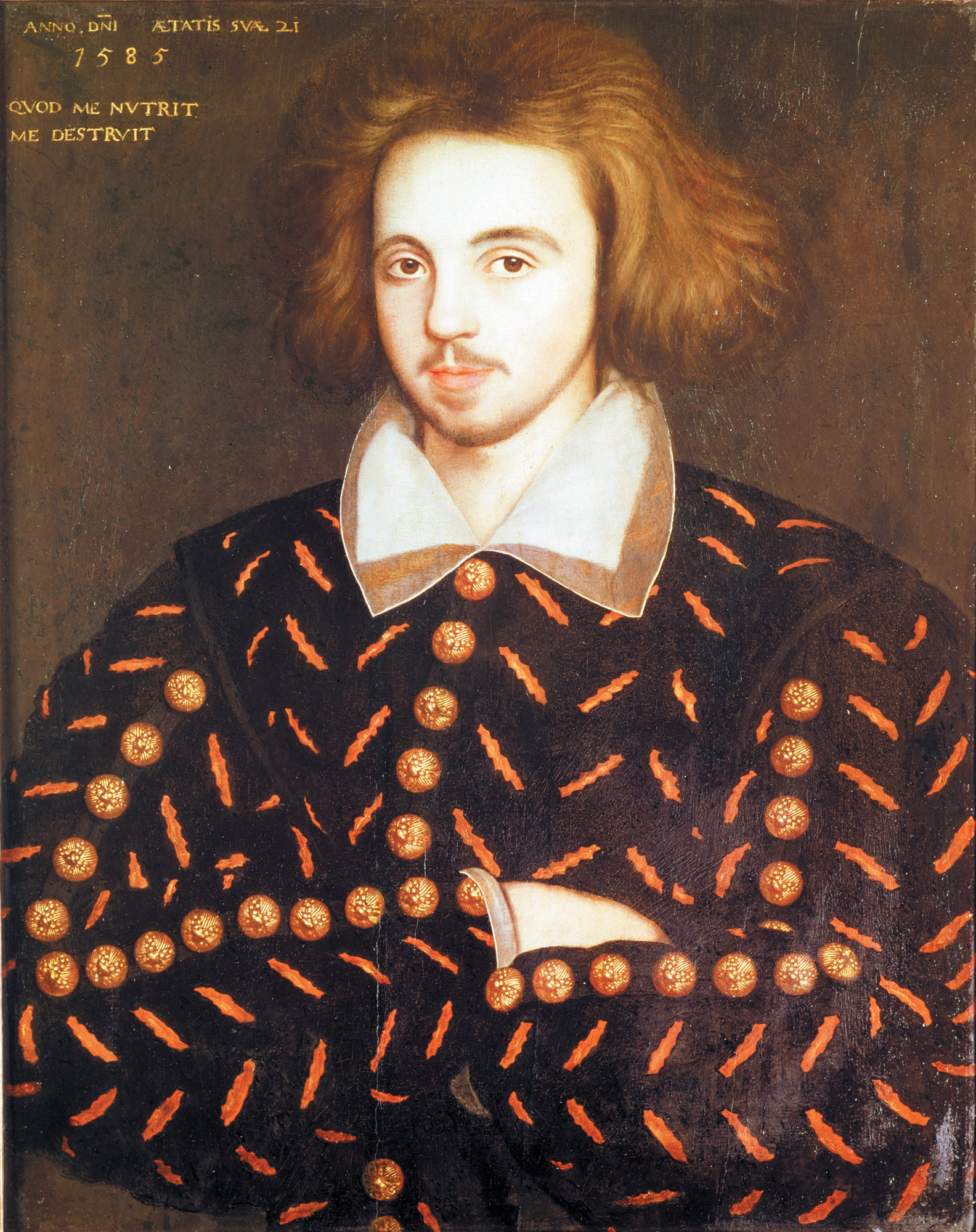
Mutmaßliche Darstellung Christopher Marlowes

University Wits ist ein Begriff, der für eine Gruppe von englischen Theaterautoren und Verfassern von Flugschriften (engl. Pamphlet) des späten 16. Jahrhunderts steht, welche an den Universitäten Oxford oder Cambridge studierten und zu populären Autoren wurden. Prominente Mitglieder dieser Gruppe waren Christopher Marlowe, Robert Greene und Thomas Nashe von der Cambridge sowie John Lyly, Thomas Lodge und George Peele  von der Oxford. Thomas Kyd wird auch dazu gezählt, hat aber vermutlich nie an einer Universität studiert.
Von Manfred Pfister werden sie als akademisch gebildete Söhne mittelloser oder wenig begüterter Familien beschrieben, welche keine gesicherte gesellschaftliche Stellung hatten. Aber hierzu auch literarisch begabte Angehörige der niederen Gentry.
Diese vielfältige und talentierte lockere Verbindung Londoner Schriftsteller und Dramatiker bereitete die Bühne für das Elisabethanische Theater. Sie gelten als die frühesten professionellen Schriftsteller in englischer Sprache und bereiteten den Weg für die Schriften von William Shakespeare, der nur zwei Monate nach Christopher Marlowe geboren wurde.

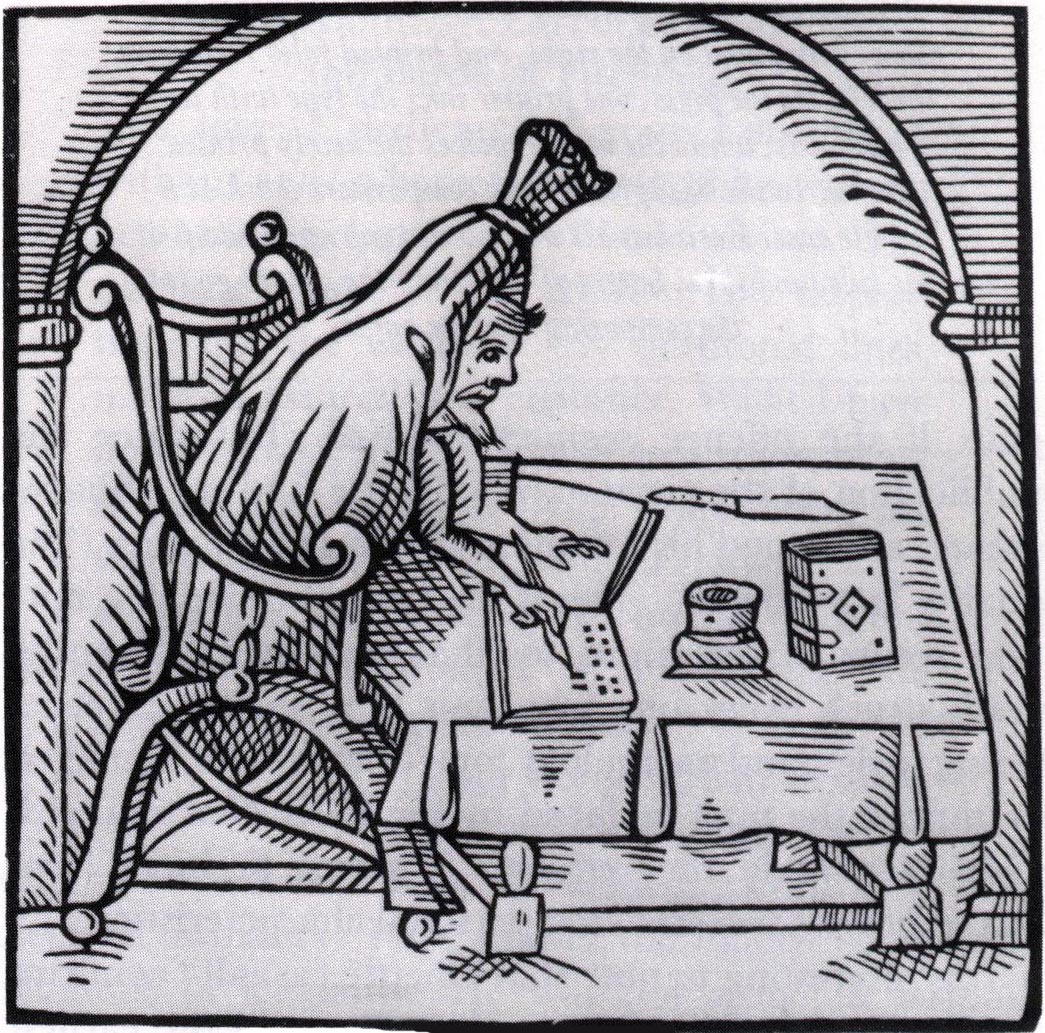
Satirischer Druck aus der Flugschrift Greene in Conceit (1598) (im Sinne von Concetto); Darstellung des verstorbenen Robert Greene von John Dickenson (Man sieht, wie er in seinem Totenhemd sitzend noch im Grab schreibt)

## Begriff

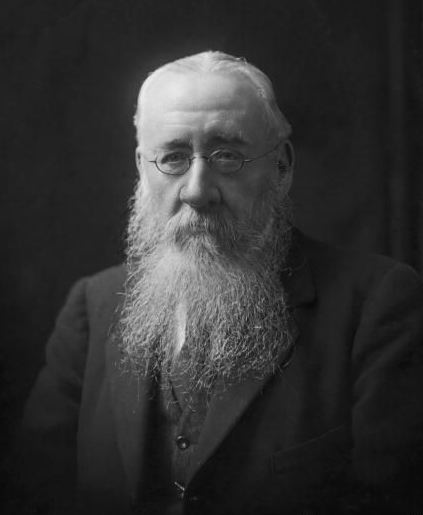
George Saintsbury, der den Begriff „University Wits“ prägte

Das Wort „University Wits“ wurde nicht zu ihren Lebzeiten genutzt, sondern erst geschaffen von dem Journalisten und Autor George Saintsbury (1845–1933). Saintsbury argumentiert, dass sich in den 1580er Jahren der „aufsteigende Saft“ in der Kreativität des Dramas in zwei separaten „Zweigen des Baumes der Nation“ zeigte:

In the first place, we have the group of university wits, the strenuous if not always wise band of professed men of letters, at the head of whom are Lyly, Marlowe, Greene, Peele, Lodge, Nash, and probably (for his connection with the universities is not certainly known) Kyd. In the second, we have the irregular band of outsiders, players and others, who felt themselves forced into literary and principally dramatic composition, who boast Shakespeare as their chief, and who can claim as seconds to him not merely the imperfect talents of Chettle, Munday, and others whom we may mention in this chapter, but many of the perfected ornaments of a later time.
Erstens haben wir die Gruppe von Universitätsgeistern [„University Wits“], die umtriebigen, wenn nicht immer weise Verbindung von ausgebildeten „men of letters“ [etwa: Männer/Beherrscher der Schrift, Belletristen], an deren Spitze Lyly, Marlowe, Greene, Peele, Lodge, Nash und wahrscheinlich (seine Verbindung zu den „universities“  ist nicht sicher bekannt) Kyd. Zum Zweiten haben wir die uneinheitliche Gruppe von Außenseitern, Schauspielern und anderen, die sich zur literarischen und prinzipiell dramatischen Komposition bemüßigt fühlten, die mit Shakespeare als ihrem Anführer prahlten und die ihm lediglich die unvollkommenen Talente von Chettle, Munday und andere zur Seite zu stellen vermochten, welche wir in diesem Kapitel erwähnen können; viele die perfektionierten Zierden einer späteren Zeit.

Saintsbury beschreibt, dass die Wits sich auf das schwerfällige akademische Versdrama von Thomas Sackville, 1. Earl of Dorset und den rohen, aber lebhaften und beliebten Unterhaltungen „verschiedener Farce- und Interludiumschreibern“ stützten, um die ersten wirklich mächtigen Dramen in englischer Sprache zu erschaffen.
Die University Wits, „mit Marlowe an ihrer Spitze, machten den Blankvers für Zwecke des Dramas - losgelöst und kultiviert, wie sie waren - die Kultivierung klassischer Modelle und geben der englischen Tragödie seine Magna Charta der Freiheit, nur unterworfen den Beschränkungen des täglichen Lebens.“ Es gelang ihnen jedoch nicht, „eine perfekte Lebensnähe zu erreichen“.
„Es blieb den Bühnenschriftstellern (‚actor-playwrights‘) überlassen, die von aus bescheidenen Anfängen emporsteigen, aber in Shakespeare einen meisterlichen Mitstreiter besaßen, wie ihn die alte und moderne Zeit noch nicht sah, machten sich die Verbesserungen der University Wits zu eigen, fügten ihre eigene Bühnenerfahrung hinzu und mit Shakespeares Hilfe gestalteten das Meisterdrama der Welt.“
Der Begriff „University Wits“ wurde von vielen Autoren des 20. Jahrhunderts aufgegriffen, um die von Saintsbury umschriebene Gruppe zu benennen, wobei sie auch sein Grundmodell der Theaterentwicklung nutzen. Adolphus William Ward verfasste ein Kapitel in The Cambridge History of English Literature (1932) unter dem Titel „The Plays of the University Wits“, in welchem er darlegt, dass der „Stolz in der Universitätsbildung, der in Arroganz mündet, mit wirklich wertvollen Ideen und literarischen Methoden“ kombiniert wurde. 1931 schrieb Allardyce Nicoll, dass „es den sogenannten University Wits überlassen war die klassische Tragödie bekannt zu machen; eine populäre Tragödie, die im Aufbau vereint ist und sich ihres Ziels bewusst ist.“

## Charakteristika

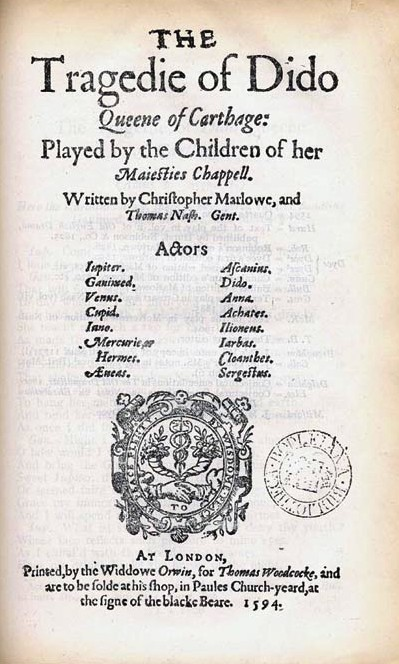
Titelseite von Dido, Queen of Carthage, verfasst von Marlowe und Nashe

Edward Albert legt in seiner History of English Literature (1979) dar, dass die Stücke der University Wits stets gemeinsame Merkmale aufweisen:
(a) Da ist eine Vorliebe für Heldenthemen, wie den Lebensgeschichten großer Figuren wie Mohammed und Tamburlaine.
(b) Heldengeschichten benötigen heldenhafte Behandlung: große Fülle und Abwechslung; herrliche Beschreibungen, weitschweifige, geschwollene Sprache, der Umgang mit grausamen Vorkommnissen und Emotionen. Diese Qualitäten, ausgezeichnet wenn maßvoll, verleiten oft genug zu Lärm und Unordnung.
(c) Auch der Stil war „heroisch“. Das Hauptziel war es, starke und klingende Zeilen, großartige Zuschreibungen und eine kraftvolle Deklamation zu gestalten. Dies führte erneut zu Missbrauch und bloßem Bombast, Gerede und im schlimmsten Fall zu Unsinn. In den besseren Beispielen, wie denen Marlowes, ist das Ergebnis ziemlich beeindruckend. In diesem Zusammenhang ist anzumerken, dass das beste Medium für einen solchen Ausdruck der Blankvers war, der ausreichend flexibel war, um den starken Druck dieser erweiterten Verfahren zu ertragen.

(d) Die Themen waren üblicherweise tragisch, wie es auch ihre Natur war, denn die Dramatiker waren in der Regel zu ernst, um zu beachten, was als die niedere Art der Komödie angesehen wurde. Der generelle Mangel an echtem Humor in der Frühphase des Theaters ist einer der herausragenden Merkmale. Humor ist, wenn er überhaupt im Stück vorkam, grob und unreif. Der nahezu einzige Vertreter der Verfasser echter Komödien ist Lyly.
Der schottische Literaturwissenschaftler Professor George Kirkpatrick Hunter (1920–2008) meint, dass die neue „Humanistische Erziehung“ des Zeitalters ihnen erlaubte ein „komplexes kommerzielles Theater“ zu schaffen, „unter Berufung auf die Verstaatlichung der religiösen Stimmung“ („drawing on the nationalisation of religious sentiment“) in der Art, dass er zu einem Publikum sprach, das sich „gefangen in den Widersprüchen und Befreiungen, die die Geschichte auferlegt hatte“ befand. Während Marlowe der berühmteste Dramatiker unter ihnen war, traten Robert Greene und Thomas Nashe eher durch ihre kontroversen, risikoreichen und provokanten Flugschriften (engl. Pamphlets) hervor, die eine frühe Form des Journalismus hervorbrachten. Greene wurde hier auch als „erster berüchtigter Berufsschriftsteller“ bezeichnet.

## Disput
Ein offensichtlicher Angriff auf Shakespeare als „emporgekommene Krähe“ („upstart crow“) in der Flugschrift Greene's Groats-Worth of Wit, welche als Werk des kürzlich verstorbenen Robert Greene veröffentlicht wurde, hat zu der Ansicht geführt, dass die beiden „Zweige“, wie sie Saintsbury beschrieb, in Konflikt zueinander standen und dass die University Wits den Aufstieg der „Schauspieler-Dramatiker“ („actor-playwrights“, etwa: Bühnenautoren) ablehnten, da Shakespeare nicht die Eliteausbildung hatte, wie sie die Wits besaßen. Viele Gelehrte glauben jedoch, dass die Schrift in Wirklichkeit von Henry Chettle (1560 – 1607) verfasst wurde, einem Schriftsteller, der von Saintsbury als ein Mitglied  einer „uneinheitlich („irregular“) auftretenden Außenseitergruppe“ aufgeführt wurde, welche mutmaßlich von den Wits missbilligt wurden. In dieser Flugschrift fordert „Greene“ seine Kollegen – allgemein als Peele, Marlowe und Nashe angenommen – auf, auf einen Emporkömmling zu achten, der „mit unseren Federn verschönert“ ist.
Jenny Sager' (Lehrkraft u. a. an der Universität zu Köln) legt dar, dass der Begriff 'University Wits' „seit seiner Konzeption Generationen von Kritikern einen Resonanzboden zur Verfügung gestellt hat, von dem aus sie ihre Haltung gegenüber der modernen Forschung artikulieren konnten“, oftmals indem die angeblich snobistischen Wits gegen Shakespeare und andere, die als Vertreter von geringem Talent angesehen wurden, in Kontrast  gesetzt wurden. Der Autor und Professor für englische Studien an der University of California, Berkeley Jeffrey Knapp argumentiert, dass sich einige Autoren einen „totalen Krieg“ zwischen Autoren und Schauspielern vorgestellt haben, welcher von den Wits initiiert wurde. Knapp kritisiert Richard Helgerson (1940–2008) dafür, dass dieser behauptet eine Form des Volkstheaters sei aufgrund der Arbeit der Wits durch ein elitäres „Autorentheater“ ersetzt worden und begründet es damit, dass Lob für die Schauspieler und die Bereitschaft zur Zusammenarbeit bezeichnender für ihren Werdegang seien.

## Weitere Informationen
- The University standard of judgment. The Cambridge History of English and American Literature: An Encyclopedia in Eighteen Volumes. Bartleby.com, abgerufen am 25. März 2020 (englisch).
- Pinaki Roy: If we ever meet again: The Three Groups of English Renaissance Playwrights. In: Yearly Shakespeare. Band 17, April 2019, Seiten 31–38.